# Радянський мардер
Радянський мардер — порода кролів м'ясо-шкуркового напряму.

## Історія
Порода кроликів радянський мардер була виведена шляхом схрещування російського горностаєвого з шиншилою. Наступним етапом селекції було схрещування отриманої породи з місцевими блакитними кроликами.

## Біологічні характеристики
Тулуб досягає довжини 50 см. Голова округла з маленькими вухами. Груди широкі. Ноги міцні й прямі. Забарвлення темно-або світло-коричневий. Колір хутра зовні дуже схожий на хутро куниці. Радянський мардер досягає маси від 4 до 6,5 кг. У поносі самиці налічується 8-12 кроленят. Новонароджені кроленята важать 60 г. Через 50 днів кролики досягають 0,7-1 кг ваги.
Радянський мардер є теплолюбною породою. Порода дає густе, еластичне, пружнє і блискуче хутро.